# Korea Open 2018
Korea Open 2018, oficiálním názvem KEB Hana Bank Korea Open 2018,  byl tenisový turnaj pořádaný jako součást ženského okruhu WTA Tour, který se hrál na otevřených dvorcích s tvrdým povrchem tenisového centra v soulském olympijském parku. Probíhal mezi 17. až 23. zářím 2018 v jihokorejské metropoli Soulu jako patnáctý ročník turnaje.
Turnaj s rozpočtem 250 000 dolarů patřil do kategorie WTA International Tournaments. Nejvýše nasazenou hráčkou ve dvouhře se opět stala světová desítka a obhájkyně titulu Jeļena Ostapenková z Lotyšska. Jako poslední přímá účastnice do dvouhry nastoupila lucemburská 104. hráčka žebříčku Mandy Minellaová (pod žebříčkovou ochranou).
Sedmý singlový titul na okruhu WTA Tour vybojovala 26letá Nizozemka Kiki Bertensová, čímž se posunula na nové kariérní maximum, 11. příčku světové klasifikace. Čtyřhru vyhrála korejská dvojice startující na divokou kartu Choi Ji-hee a Han Na-lae, jejíž členky získaly premiérové tituly na túře WTA. Vítězky se staly druhým jihokorejským párem, jenž vyhrál turnaj WTA.

## Distribuce bodů a finančních odměn

### Distribuce bodů
| Soutěž  | vítězky | finalistky | semifinalistky | čtvrtfinalistky | 16 v kole | 32 v kole | Q  | Q2 | Q1 |
| ------- | ------- | ---------- | -------------- | --------------- | --------- | --------- | -- | -- | -- |
| dvouhra | 280     | 180        | 110            | 60              | 30        | 1         | 18 | 1  | 0  |
| čtyřhra | 280     | 180        | 110            | 60              | 1         | —         | —  | —  | —  |

### Finanční odměny
| Soutěž                                | vítězky | finalistky | semifinalistky | čtvrtfinalistky | 16 v kole | 32 v kole | Q2     | Q1   |
| ------------------------------------- | ------- | ---------- | -------------- | --------------- | --------- | --------- | ------ | ---- |
| dvouhra                               | $43 000 | $21 400    | $11 500        | $6 175          | $3 400    | $2 100    | $1 020 | $600 |
| čtyřhra                               | $12 300 | $6 400     | $3 435         | $1 820          | $960      | —         | —      | —    |
| částky ve čtyřhře jsou uváděny na pár |         |            |                |                 |           |           |        |      |

## Ženská dvouhra

### Nasazení
| Stát                         | Hráčka                 | WTA | Nasazení |
| ---------------------------- | ---------------------- | --- | -------- |
| Lotyšsko                     | Jeļena Ostapenková     | 10. | 1.       |
| Nizozemsko                   | Kiki Bertensová        | 12. | 2.       |
| Řecko                        | Maria Sakkariová       | 31. | 3.       |
| Slovensko                    | Magdaléna Rybáriková   | 34. | 4.       |
| Belgie                       | Alison Van Uytvancková | 38. | 5.       |
| Čínská Tchaj-pej             | Sie Šu-wej             | 39. | 6.       |
| Rumunsko                     | Irina-Camelia Beguová  | 53. | 7.       |
| Belgie                       | Kirsten Flipkensová    | 56. | 8.       |
| Žebříček WTA k 10. září 2018 |                        |     |          |

### Jiné formy účasti
Následující hráčky obdržely divokou kartu do hlavní soutěže:
- Choi Ji-hee
- Jang Su-jeong
- Pak So-hjon

Následující hráčky nastoupily do hlavní soutěže pod žebříčkovou ochranou:
- Margarita Gasparjanová
- Bethanie Matteková-Sandsová
- Mandy Minellaová

Následující hráčky si zajistily postup do hlavní soutěže v kvalifikaci:
- Mona Barthelová
- Varvara Flinková
- Han Na-lae
- Priscilla Honová
- Dejana Radanovićová
- Jil Teichmannová

### Odhlášení
před zahájením turnaje
- Sorana Cîrsteaová → nahradila ji  Luksika Kumkhumová
- Jekatěrina Makarovová → nahradila ji  Bethanie Matteková-Sandsová
- Tatjana Mariová → nahradila ji  Dalila Jakupovićová

## Ženská čtyřhra

### Nasazení
| Stát                                                                     | Hráčka                | Stát       | Hráčka                | WTA  | Nasazení |
| ------------------------------------------------------------------------ | --------------------- | ---------- | --------------------- | ---- | -------- |
| Rumunsko                                                                 | Irina-Camelia Beguová | Rumunsko   | Ioana Raluca Olaruová | 77.  | 1.       |
| Slovinsko                                                                | Dalila Jakupovićová   | Chorvatsko | Darija Juraková       | 104. | 2.       |
| Austrálie                                                                | Ellen Perezová        | Austrálie  | Arina Rodionovová     | 196. | 3.       |
| Německo                                                                  | Mona Barthelová       | Švédsko    | Johanna Larssonová    | 202. | 4.       |
| Žebříček WTA k 10. září 2018; číslo je součtem umístění obou členek páru |                       |            |                       |      |          |

### Jiné formy účasti
Následující páry obdržely divokou kartu do hlavní soutěže:
- Choi Ji-hee /  Han Na-lae
- Jang Su-jeong /  Kim Na-ri

## Přehled finále

### Ženská dvouhra
- Kiki Bertensová vs.  Ajla Tomljanovićová 7–6(7–2), 4–6, 6–2

### Ženská čtyřhra
- Choi Ji-hee /  Han Na-lae vs.  Sie Šu-jing /  Sie Šu-wej 6–3, 6–2